# Perca schrenkii
Perca schrenkii és una espècie de peix de la família dels pèrcids i de l'ordre dels perciformes.

## Morfologia
Els mascles poden assolir els 50 cm de longitud total i els 1,500 g de pes.

## Distribució geogràfica
Es troba al llac Balkhaix (Kazakhstan).